# Bermudy na Letnich Igrzyskach Olimpijskich 1936
Bermudy na Letnich Igrzyskach Olimpijskich 1936 reprezentowało 5 zawodników – sami mężczyźni. Był to pierwszy start zawodników z Bermudów na letnich igrzyskach olimpijskich.

## Skład reprezentacji

### Pływanie
- Leonard Spence
  - 100 m stylem dowolnym – 25. miejsce
  - 200 m stylem klasycznym – nie ukończył

- John Young
  - 100 m stylem dowolnym – 41. miejsce

- Edmund Cooper
  - 400 m stylem dowolnym – 28. miejsce

- Percy Belvin
  - 200 m stylem klasycznym – 21. miejsce

- Dudley Spurling, Edmund Cooper, John Young i Leonard Spence
  - Sztafeta 4 x 200 m stylem dowolnym – 13. miejsce